# 里奇维尔 (南卡罗来纳州)
里奇维尔（英文：Ridgeville），是美国南卡罗来纳州下属的一座城市。城市类型是“Town”。其面积大约为1.8平方英里（4.65平方公里）。根据2010年美国人口普查，该市有人口1,979人，人口密度约为每平方 英里1,101.89人（约合每平方公里425.46人）。